# Rodolfo Opazo
Rodolfo Opazo Bernales (Santiago, 8 de marzo de 1935-Ibidem., 27 de junio de 2019) fue un destacado pintor, grabador, escultor y profesor universitario chileno.

## Biografía
Hijo de Rodolfo Opazo Tocornal y Paulina Bernales Días del Valle, ingresó primero en colegio de los Padres Franceses de la Alameda, pero tuvo que abandonarlo por su tartamudez y continuar sus estudios en una escuela especial complementada con profesores particulares; sin embargo, posteriormente pudo volver a su primer colegio, donde terminó la educación secundaria. Opazo recuerda que su amor por la música le llegó de niño a través de las artes plásticas gracias a su padre que les mostraba la música, especialmente el Anillo de los Nibelungos de Wagner por medio de dibujos de Gustave Doré, lo que le causó un gran impresión.
Como pintor, se formó en la Escuela de Bellas Artes de la Universidad de Chile —adonde ingresó en 1953, luego de pasar brevemente por Agronomía— e inició su producción artística en 1957, a los 22 años de edad. Posteriormente ingresó en el Taller 99 a estudiar grabado, pero al cabo de un año "partió a Italia a recorrer museos para sumergirse en el lenguaje abstracto, siendo influido hasta hoy por la obra de Modigliani y de sus compatriotas Roberto Matta y Enrique Zañartu".
Obtuvo una beca de la Unión Panamericana en 1961, gracias a la cual pudo perfeccionarse en el Pratt Graphic Art Center de Nueva York.
A su regreso a Chile, en 1963, comienza a enseñar en la Escuela de Artes Aplicadas y seis años más tarde es nombrado profesor titular de los talleres de pintura de la Facultad de Artes de la Universidad de Chile, cargo que ejerció hasta 1993. Durante su docencia, influyó en alumnos de los años 1980 como Samy Benmayor, Bororo, Matías Pinto d'Aguiar y Omar Gatica.

En 1970 fui nombrado profesor titular de los talleres de pintura de la Universidad de Chile, y me interesaba la reflexión que genera la poesía en la pintura. Me parecía que si entendían a Huidobro, Foucault o Eliot podían entender cómo se crea la realidad. Algunos llegaron a captar la profundidad del pensamiento, pero otros no.
Rodolfo Opazo, 2013

Opazo sufrió un accidente vascular en 2008, que lo obligó a jubilarse de la pintura y que Vivian Berdicheski lo relataba con estas palabras en las páginas de la revista Capital: "Una tarde en su taller, en Lampa, se cayó de bruces con tal fuerza que quedó en coma y le provocó una hemorragia cerebral. Estuvo a punto de morir. Cuenta que no vio la luz al final del túnel y que se salvó gracias a su familia, a él mismo y a san Alberto Hurtado. Al salir del coma tuvo una larga temporada en rehabilitación. Y desde entonces, su familia se ha hecho cargo de él".
Opazo tuvo dos matrimonios, el primero, con María Pía Cousiño Noé (hija de Luis Cousiño Mac Iver y de Ada Noé Pizzo), que le dio dos hijos, Rodrigo y Diego Opazo Cousiño; el segundo con la diseñadora de vestuario María Paz Romero, con la que tuvo dos hijas: Camila e Isidora Opazo Romero. Es sobrino de Eduardo y Pedro Opaso Letelier y primo de Pedro Opaso Cousiño.

## Su arte

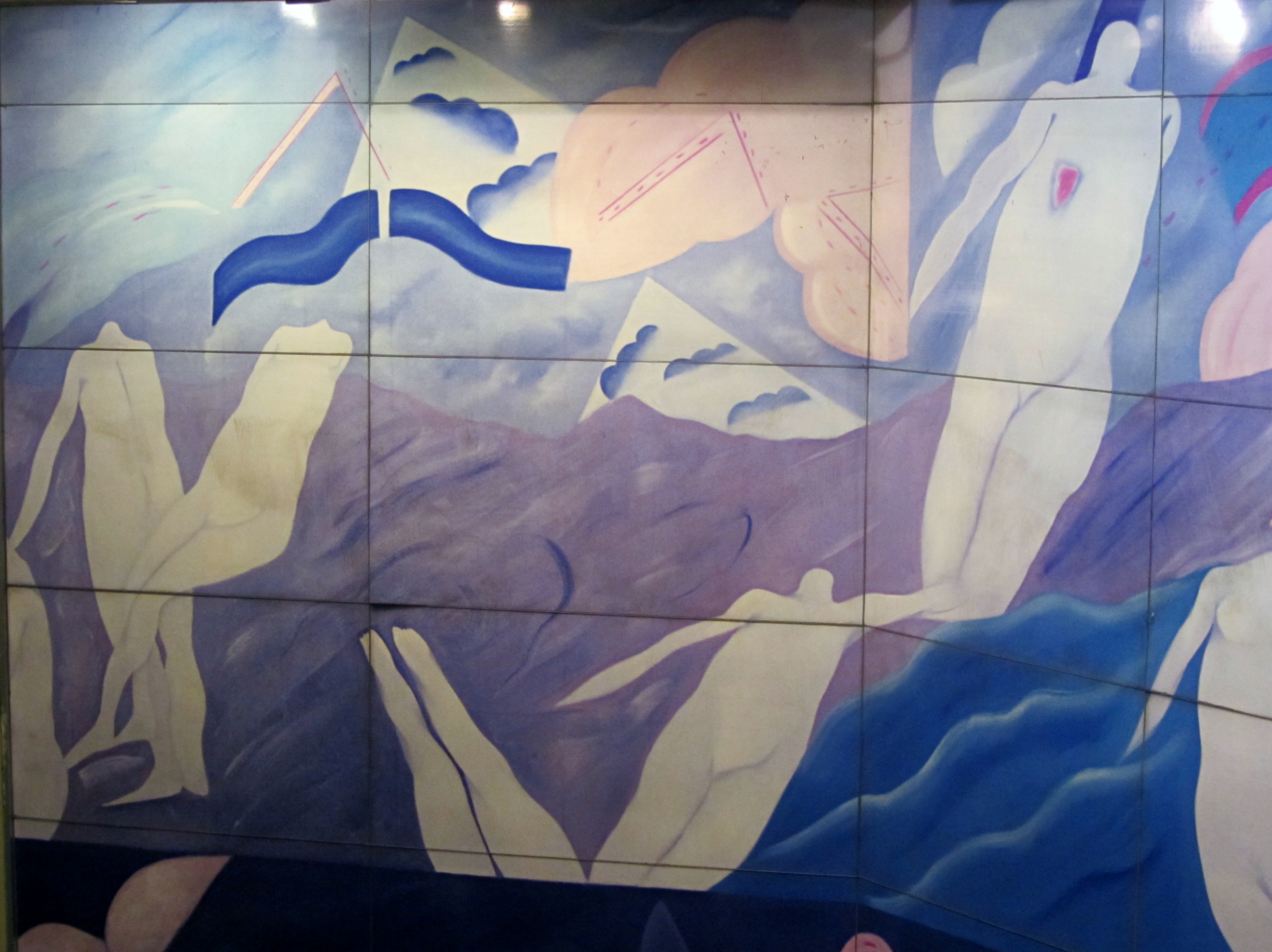
Imágenes de barrio, mural en estación El Golf

Pertenece a la generación del sesenta, junto a Roser Bru, José Balmes y otros; en sus inicios, su obra "se inscribió preferentemente dentro de la tendencia surrealista", en la línea de Roberto Matta, Enrique Zañartu y el hermano mayor de este, Nemesio Antúnez, pero paulatinamente los rasgos gestuales y su figuración evolucionaron hacia un lenguaje expresionista que se enmarca en la denominada neofiguración".
El Portal del Arte subraya que la pintura de Rodolfo Opazo estuvo "siempre muy ligada a su experiencia personal, a las cosas que le ocurrieron en su infancia y a la reflexión en torno a ciertos temas como la muerte y el hombre: su maravilla y su miseria. Por ejemplo, algunos poemas de T. S. Eliot, César Vallejo y Miguel Hernández, y un ensayo de Michel Foucault, transformaron sus obras, las que "pasaron de una actitud mística frente al hombre, a una real, directamente relacionada con un ser humano sacudido, agredido, convulsionado", lo que "dio como resultado, figuras divididas, de colores violentos y de trazo más fuerte". Otra fuente de inspiración fue Vicente Huidobro; después comenzó un alejamiento de la abstracción y, a medida que las formas antropomorfas se acercaban más a la figura humana, apareció el blanco en su pintura. "A mediados de los 60 esta figura se consolida como figurativa, como un cuerpo real y coincide con la aparición de lo que se llamó en ese tiempo la nueva figuración. Durante los 70 inicia una serie muy significativa para él, en la que la obra más importante fue Los altares para esconderse de la melancolía". En el siguiente decenio "se centró en el deporte y la alquimia donde desarrolló una actitud crítica frente a los ídolos que levantaban los medios de comunicación. Ahí aparece el color y deja de lado el blanco. El acosamiento del hombre contemporáneo ha sido tema recurrente a partir de los años 80, donde cabezas derrotadas, rostros desencajados, bocas con la lengua afuera, dedos en los ojos o un puntapié en la cara, hicieron que las figuras blancas que por tanto tiempo fueron protagonistas de sus obras, un hombre despojado de su contingencia, dieran paso a figuras donde el cuerpo fue un receptáculo del hombre vulnerado". Los años 1990 fueron marcados en su obra por el paso "al mundo de Dionisio que inicia con la exposición que llamó La bacanal. En esta, las figuras fueron perdiendo el contorno y la subordinación de la forma al fondo, los cuerpos comienzan a insertarse en la naturaleza y comienza a trabajar la atmósfera y a explorar el paisaje. Opazo usó también el erotismo como elemento de sarcasmo, de irreverencia y para provocar en el espectador un estado de conciencia.

## Premios y reconocimientos
- Mención Van Buren en 1959
- Premio de Adquisición, South American Art Today, Dallas, Estados Unidos, 1959
- Primer Premio de Pintura, Salón Oficial, 1960
- Mención Honrosa, V Bienal de São Paulo, Brasil, 1960
- Premio Dirección de Cultura, II Bienal de Córdoba, Argentina, 1963
- Primer Premio CRAV, Museo de Arte Contemporáneo, Santiago, 1964
- Premio Concurso ESSO, Museo Nacional de Bellas Artes, 1965
- Premio Dirección General de Cultura, II Bienal de Córdoba, Argentina, 1966
- Segundo Premio de Pintura CAP, 1966
- Premio CODEX, Museo Nacional de Bellas Artes, Buenos Aires, Argentina, 1969
- Mención de Honor, X Festival de Arte, Cali, Colombia, 1970
- Premio Internacional de Pintura, Bienal de Montevideo, Uruguay, 1970
- Premio Benson & Hedges, Museo Nacional de Bellas Artes, Buenos Aires, 1977
- Medalla de Plata, Bienal de Arte de Valparaíso, 1979
- Primer Premio de Pintura, Certamen de Artes Plásticas Lircay, Talca, Chile, 1980
- Primer Premio de Pintura, Certamen Nacional de Artes Plásticas, Santiago de Chile, 1980
- Premio Emilia Fontana, I Bienal del Deporte, Montevideo, Uruguay, 1981
- Mención Especial XVII Festival Internacional de la Pintura, Cagnes, Francia, 1995
- Premio del Círculo de Críticos de Valparaíso, Chile, 1995
- Premio Nacional de Artes Plásticas de Chile, 2001.[9]

## Obras presentes en colecciones y lugares públicos
- Colección IKA, Córdoba, Argentina

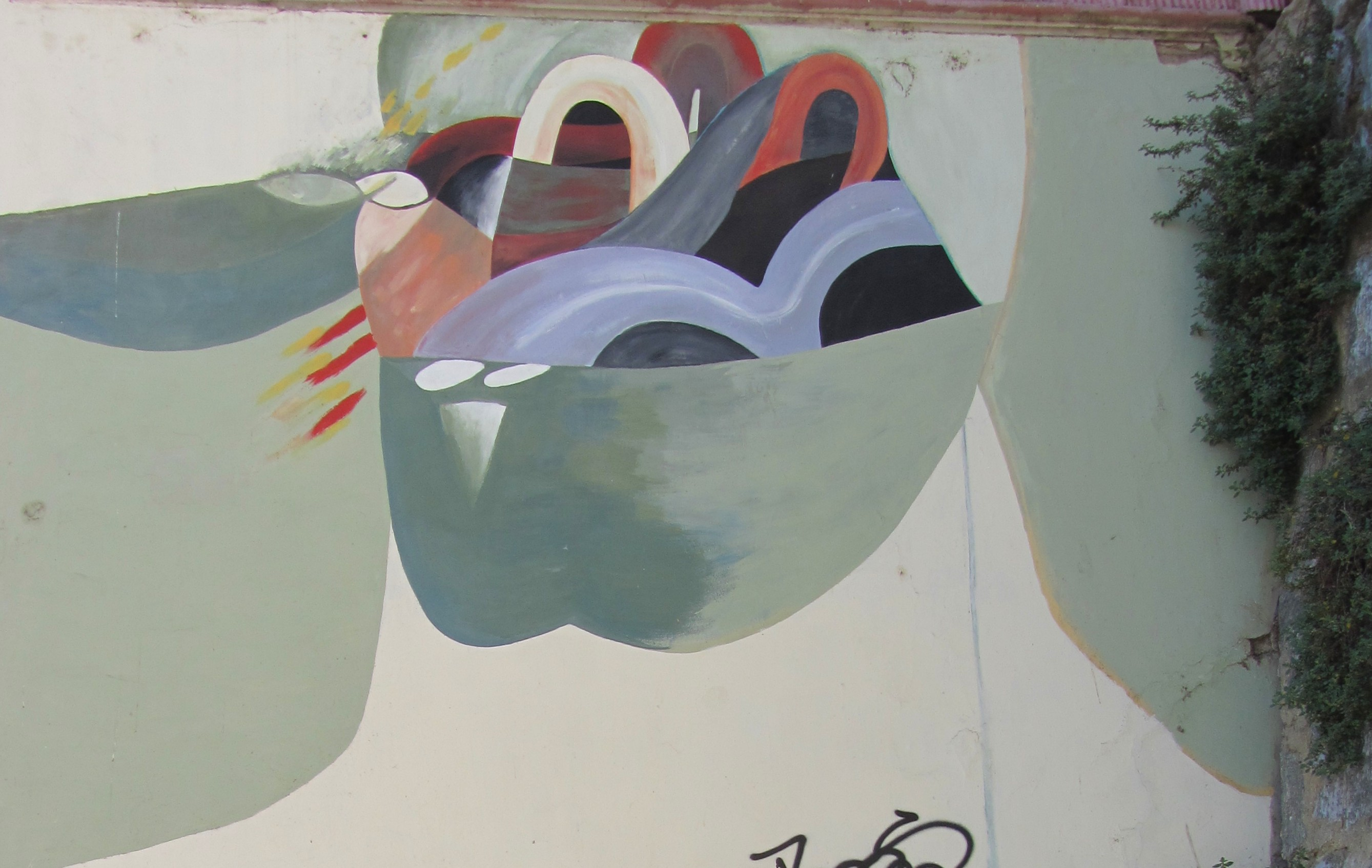
El fantasma del ascensor, Valparaíso

- Museo de Arte Moderno de Buenos Aires, Argentina
- Museo a Cielo Abierto de Valparaíso, Chile: El fantasma del ascensor, 1992
- Museo de Arte Contemporáneo de Santiago, Chile: El tormentoso despertar de Diana de Poitiers, Montañización, 1960; Sin título, 1993; Visión comunicable nº 2, 1968[10]
- Museo de Artes Visuales, Santiago, Chile: La llegada de los dioses
- Museo de Bellas Artes de Viña del Mar, Chile
- Museo Nacional de Bellas Artes de Santiago, Chile: Generattio, 1979; Tentación de San Antonio, 1994
- MetroArte, estación El Golf: Imágenes de barrio, 2006
- Colección de Arte del Banco de la República de Colombia, Bogotá
- Museo de Arte Moderno de Bogotá, Colombia
- Art Museum of the Americas, Washington, EE. UU.: La vaca sagrada, 1962
- Carol Reece Museum, Tennessee, EE. UU.
- Colección Braniff Internacional, Dallas, EE. UU.
- Museo de Arte de Dallas, EE. UU.
- Museo de Arte Moderno de Nueva York, EE. UU.
- Museo Metropolitano de Arte, Nueva York, EE. UU.
- The Chase Manhattan Bank, Nueva York, EE. UU.
- Universidad de Texas, Austin, EE. UU.
- Museo de Arte Contemporáneo (Panamá): Frontera del silencio, 2001
- Colección Manuel Checa, Lima, Perú
- Museo de Bellas Artes, Malmö, Suecia
- Museo de Arte Americano, Punta del Este, Uruguay
- Museo Nacional de Bellas Artes de Uruguay, Montevideo
- Museo Ralli, Punta del Este, Uruguay

## Muerte
El Museo Nacional de Bellas Artes a través de un comunicado dio a conocer el 27 de junio de 2019 el fallecimiento de Rodolfo Opazo Bernales; sus restos fueron velados en el Salón  Blanco de dicho museo.
 Sus restos mortales descansan en el cementerio Parque del Recuerdo. La Universidad de Chile lo recuerda como una de las grandes figuras del arte chileno.